# Hyalaethea meeki
Hyalaethea meeki är en fjärilsart som beskrevs av Rothschild 1910. Hyalaethea meeki ingår i släktet Hyalaethea och familjen björnspinnare. Inga underarter finns listade i Catalogue of Life.